# Only Girl (In the World)
Singles de Rihanna
Love the Way You Lie
(2010) What's My Name?
(2010)
Only Girl (In the World) est une chanson interprétée par la chanteuse barbadienne Rihanna. La chanson est écrite par Crystal Johnson et est produite par les norvégiens Stargate et le DJ français Sandy Vee. Le morceau est sorti le 10 septembre 2010 sur les plateformes de téléchargement légal. Il s'agit du premier single de son cinquième album studio, Loud.
Le titre est d'un style dance pop. Il incorpore également quelques éléments eurodance et europop dans son rythme. Le tube s'est vendu en 2014 à peu près à 6 000 000 d'exemplaires. Le clip de la chanteuse est publié le 12 octobre 2010 sur sa chaîne VEVO, disponible sur Youtube
Les critiques à propos de la chanson sont pour la plupart positives. Celles-ci faisant l'éloge du côté dance du titre, des notes europops qui s'y cachent un peu partout et de son refrain entraînant. Saluant également la production globale du morceau, les critiques ont aussi félicité la nouvelle tonalité vocale qu'aborde Rihanna.
Lors des Grammy Awards 2011, le titre obtient le prix de « Meilleur enregistrement dance de l'année ».

## Composition
Only Girl (In The World) est dans un tempo moyen, d'un style dance pop incorporant quelques éléments europop et eurodance ainsi que d'un rythme rapide,. La chanson possède « de très bonnes instrumentations » et utilise fortement les synthétiseurs pour se rythmer tandis que le refrain reste plus neutre mais avec une touche « entraînante et faites pour les clubs »,. La voix de Rihanna dans ce morceau est décrite comme étant « séduisante » et reçoit plusieurs comparaisons avec celle du titre sorti 2007, Don't Stop the Music.

## Réception critique
Gerrick D. Kennedy du Los Angeles Times accorde une note positive à la chanson, commentant que : « bien que nous ne puissions vraiment dire que la vraie Rihanna est de retour, car pour le moment elle ne va nulle part - un retour progressif est présentement en train de se préparer ». Elle se réjouit de ce retour à la pop en disant : « après qu'elle a exploré une facette macabre de la musique avec son quatrième album, Rated R, elle revient enfin dans une direction énergique, amusante, drôle et entraînante [...] Avec son fond dance et ses influences europop, sans oublier un superbe refrain, la chanson est un succès assuré ». DJ Laraule, après avoir soulevé le caractère osé des paroles de la chanson a néanmoins apprécié son côté pop et campaniforme dont il a fait l'éloge. Romain Berthonneau du magazine Tendance Gay a quant à lui apprécié « les sonorités entraînantes de l'album ainsi que les paroles sensuelles et suaves ». 
De son côté, Monica Herrera du magazine Billboard complimente aussi la production de la chanson et le renouvellement de Rihanna, expliquant que « la chanson semble vraiment travaillée dans ses moindres détails et vise très haut dans le monde de la dancefloor. Que Rihanna mette tous ses "œufs" dans le même panier, c'est-à-dire celui des norvégiens Stargate, est une bonne idée car on ressent la fusion de ces personnes ». James Dinh de MTV News reste neutre face aux paroles de la chanson mais apprécie tout de même le titre, affirmant que : « après avoir visité tout ce qui pouvait être sombre avec son dernier album, Rihanna retourne à la dancefloor avec son nouveau single [...] Avec son rythme énergique, Rihanna nous émouvra aussi étonnant que cela puisse paraitre, avec des pulsations electropops. [...] La voix de Rihanna est très calme sur les vers, puis éclate soudainement dans le refrain pour devenir très énergique ».

## Clip
Le clip est réalisé par Anthony Mandler et a été présenté le 13 octobre 2010 sur MTV. On y voit Rihanna, dansant seule dans un immense champ et sur des lits de fleurs,.

## Liste des éditions
- Téléchargement légal américain [9]

1. Only Girl (In the World) – 3:56

## Historique de sortie
| Pays       | Date              | Format              |
| ---------- | ----------------- | ------------------- |
| États-Unis | 21 septembre 2010 | Radios spécialisées |

| Pays       | Date              | Format               | Label   |
| ---------- | ----------------- | -------------------- | ------- |
| États-Unis | 13 septembre 2010 | Téléchargement légal | Def Jam |

## Certifications
| Pays           | Certification | Ventes certifiées |
| -------------- | ------------- | ----------------- |
| Belgique (BEA) | Platine       | 30 000            |
| Danemark       | Platine       | 30 000            |
| Suède          | 4 × Platine   | 160 000           |
| Suisse         | 2 × Platine   | 60 000            |